# ミシェウ・プラゼレス
ミシェウ・プラゼレス（Michel Prazeres、1981年7月25日 - ）は、ブラジルの男性総合格闘家。パラー州ベレン出身。トレーターチーム所属。

## 来歴
ブルース・リーに影響され、12歳から総合格闘技のトレーニングを始める。

### UFC
2013年5月18日、UFC初出場となったUFC on FX 8: Belfort vs. Rockholdでパウロ・チアゴと対戦し、判定負け。
2013年9月21日、ライト級転向初戦となったUFC 165でジェシー・ロンソンと対戦し、判定勝ち。
2017年3月11日、UFC Fight Night: Belfort vs. Gastelumでジョシュ・バークマンと対戦し、ノースサウスチョークで一本勝ち。パフォーマンス・オブ・ザ・ナイトを受賞した。
2019年2月23日、UFC Fight Night: Błachowicz vs. Santosでイスマイル・ナウルディエフと対戦し、判定負け。
2020年2月11日、米国アンチドーピング機関（USADA）が、2019年3月9日に実施した競技外の抜き打ち薬物検査で、プラゼレスから外因性ボルデノンとその代謝物5β-アンドロスト-1-エン-17β-オール-3-ワンの陽性反応が検出され、高感度同位体比質量分析法 (GC/C/IRMS) を使用した追加分析でも同じ禁止物質が検出されたため、プラゼレスに2年間の出場停止処分を科した。
2021年6月26日、約2年4か月ぶりの復帰戦となったUFC Fight Night: Gane vs. Volkovでシャフカト・ラフモノフと対戦し、リアネイキドチョークで一本負け。
2021年12月14日、プラゼレスが自身でリリースを要求してUFCからリリースされたことが発表された。
2021年12月23日、米国アンチドーピング機関（USADA）が、8月27日から11月2日までに実施した4回の抜き打ち薬物検査で、プラゼレスからクロミフェンとその代謝物（デスエチルクロミフェン、クロミフェンM1、クロミフェンM2）、オキサンドロロン代謝物、テストステロンとその前駆体の陽性反応が検出されたため、プラゼレスに4年間の出場停止処分を科した。

## 戦績
| 総合格闘技 戦績 | 総合格闘技 戦績 | 総合格闘技 戦績 | 総合格闘技 戦績 | 総合格闘技 戦績 | 総合格闘技 戦績 | 総合格闘技 戦績 |
| --------------- | --------------- | --------------- | --------------- | --------------- | --------------- | --------------- |
| 30 試合         | (T)KO           | 一本            | 判定            | その他          | 引き分け        | 無効試合        |
| 26 勝           | 1               | 11              | 14              | 0               | 0               | 0               |
| 4 敗            | 0               | 1               | 3               | 0               | 0               | 0               |

## 表彰
- UFC パフォーマンス・オブ・ザ・ナイト（1回）[1]